# Saxifraga champutungensis
Saxifraga champutungensis är en stenbräckeväxtart som beskrevs av H.Chuang. Saxifraga champutungensis ingår i Bräckesläktet som ingår i familjen stenbräckeväxter. Inga underarter finns listade i Catalogue of Life.